# Захаркин, Евгений Николаевич
Евгений Николаевич Захаркин — советский хозяйственный, государственный и политический деятель, Герой Социалистического Труда.

## Биография
Родился в 1932 году в Рязанской области. Член КПСС.
С 1955 года — на хозяйственной, общественной и политической работе. В 1955—1994 гг. — слесарь механосборочных работ Рязанского завода «Теплоприбор» Министерства приборостроения, средств автоматизации и систем управления СССР.
Указом Президиума Верховного Совета СССР от 12 марта 1976 года присвоено звание Героя Социалистического Труда с вручением ордена Ленина и золотой медали «Серп и Молот».
За разработку высокоэффективного метода измерения неэлектрических величин, создание на этой базе и внедрение в серийное производство комплекса высокочастотных приборов контроля технологических параметров в составе коллектива был удостоен Государственной премии СССР в области техники 1977 года.
Делегат XXVI съезда КПСС.
Умер в Рязани в 1994 году.